# Alexander von Linsingen
Alexander von Linsingen, född 10 februari 1850, död 5 juni 1935, var en tysk militär.
Linsingen blev officer vid infanteriet 1868, överste och regementschef 1897, generalmajor 1901, general av infanteriet 1909 och erhöll avsked 1918. Linsingen deltog med utmärkelse i Tysk-franska kriget, var 1905-09 infanterifördelningschef och 1909-15 chef för 2:a armékåren. I januari 1915 blev han chef för Sydarmén i Karpaterna, i juli samma år för Bugarmén och i september för armégruppen Linsingen, bestående av Bugarmén och 4:e österrikiska armén, men vilken han 1916 hejdade den ryska offensiven i Volhynien. I februari 1918 förde Linsingen sin armégrupp, nu bestående av tre arméer och en armékår till Ukraina och intog i mars Kiev och Odessa. Han avgick som armégruppchef 31 mars samma år och var därefter under juni-november överbefälhavare över Brandenburgprovinsen.